# Graham Boase
Graham Boase (* 12. Oktober 1941) ist ein ehemaliger australischer Dreispringer.
1962 wurde er bei den British Empire and Commonwealth Games in Perth Vierter.
Bei den Olympischen Spielen 1964 in Tokio gelang ihm in der Qualifikation kein gültiger Versuch.
1963 wurde er Australischer Meister. Seine persönliche Bestleistung von 16,23 m stellte er am 22. Februar 1964 in Adelaide auf.